# Али аль-Кушчи
Алаудди́н Абуль-Каси́м Али́ ибн Муха́ммад аль-Кушчи (осман. ‎перс. علی قوشچی‎; Самарканд, 1403 — Константинополь, 16 декабря 1474) — среднеазиатский математик и астроном империи Тимуридов. Ученик Улугбека, ал-Каши и Кази-заде ар-Руми. После смерти последнего руководил Самаркандской обсерваторией, участвовал в завершении «Гурганского зиджа».

## Биография

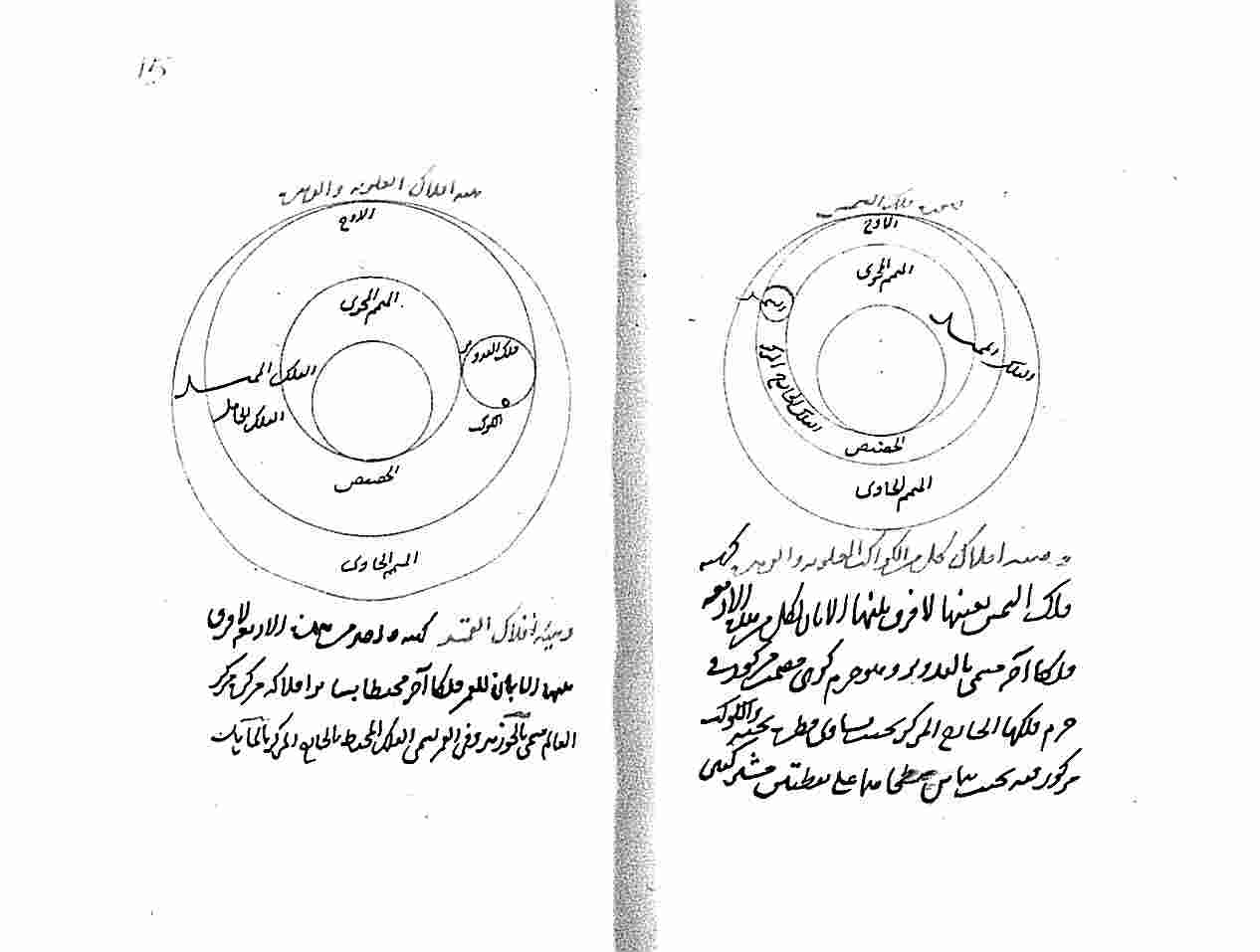
Страница из «al-Risala al-Fathiyya» аль-Кушчи

Али Кушчи посещал курсы Кази заде Руми, Гиясиддина Джамшида Кашани и Муин ад-Дина Каши.
После гибели Улугбека Али Кушчи уехал в Герат. По ходатайству Алишера Навои получил дорожную грамоту от султана Хусейна Байкары и уехал с рукописными трудами Самаркандской обсерватории в Константинополь, где поступил на службу к султану Мехмеду II. Здесь он познакомил учёных Османской империи с некоторыми открытиями самаркандской школы, в частности — с десятичными дробями. Ал-Кушчи организовал медресе при константинопольской мечети Айя София, в которую турки преобразовали византийский храм Св. Софии, где он воспитал целый ряд турецких учёных. Путешественник Али Акбар некоторое время был на службе у аль-Кушчи.
Ал-Кушчи написал «Трактат о науке арифметике» и «Трактат о науке астрономии», сыгравшие заметную роль в преподавании математики в странах Среднего и Ближнего Востока в XVI—XVII веках. Он написал комментарии к «Гурганскому зиджу» Улугбека и «Лестнице небес» ал-Каши. В своих астрономических работах ал-Кушчи обсуждал возможность суточного вращения Земли вокруг своей оси, полагая, что она не противоречит данным опыта и отвергая использование натурфилософии Аристотеля для решения этой проблемы:
Считают, что суточное движение светил на запад возникает с действительным движением самой Земли с запада на восток. Поэтому нам кажется, что светила восходят на востоке и заходят на западе. Такое ощущение бывает у наблюдателя, сидящего на корабле, движущемся по реке. Наблюдателю известно, что берег воды неподвижен. Но ему кажется, что берег движется по направлению, противоположному направлению корабля.
Ал-Кушчи принадлежит ряд трудов по языкознанию. Он написал также «Книгу о Китае», куда он путешествовал в качестве посла Улугбека.

## Смерть
Али Кушчи умер 16 декабря 1474 года в Константинополе. Он был похоронен на кладбище при мечети Айюба. У входа в мечеть на мраморной плите выгравирована надпись: «Али Кушчи — человек науки».
Внук Али Кушчи, ученый Хафиз Кухаки в 1528 году посетил Индию, где встречался с Захириддином Бабуром, затем он уехал на родину деда, где умер и был похоронен в Ташкенте.

## Наследие Али Кушчи
- Одним из первых изучавших научное наследие Али Кушчи в Узбекистане был академик И. М. Муминов[5].
- Мечеть в новом аэропорту Стамбула носит имя Ал-Кушчи.